# Валовый
Валовый — хутор в Аксайском районе Ростовской области. Входит в Грушевское сельское поселение.

## География
Расположен в 40 км (по дорогам) севернее районного центра — города Аксай. Хутор находится на левобережье реки Большой Несветай (приток р. Тузлов), по которой проходит граница с Родионово-Несветайским районом области.

### Улицы
- пер. Малый,
- ул. Гагарина,
- ул. Молодёжная,
- ул. Народная,
- ул. Северная.

## История
Образован в 1999 году.

## Население
| 2002 | 2010 |
| ---- | ---- |
| 174  | ↘115 |